# Exocentrus flavicornis
Exocentrus flavicornis är en skalbaggsart som beskrevs av Stefan von Breuning 1960. Exocentrus flavicornis ingår i släktet Exocentrus och familjen långhorningar.
Artens utbredningsområde är Moçambique. Inga underarter finns listade i Catalogue of Life.